# コンスタンティネ1世 (ムフラニ公)
ムフラニ公コンスタンティネ1世（グルジア語: კონსტანტინე I მუხრანბატონი、グルジア語ラテン翻字: Konstantine I Mukhranbatoni、1618年 – 1667年）は、17世紀のジョージアの貴族。ムフラニ家の当主として、1658年から1667年までムフラニのバトニ（公）および内カルトリ軍管区の職権上の司令官を務めた。

## 生涯
コンスタンティネ1世は1618年から1622年の間に生まれたとされる。父親はカルトリ王コンスタンティネ2世の曽孫ムフラニ公テイムラズ1世、母親はアラグヴィ公ヌグザルの娘アナであった。兄のヴァフタングはカルトリ王ロストムの養子となり、ロストムの没後1658年にカルトリ王位を継承した。その際、ヴァフタングはサファヴィー朝の従属下にあったため、イスラム教に改宗した。一方。コンスタンティネ1世はキリスト教徒のままであった。
ムフラニ公の地位は1659年まで兄ヴァフタングにあったが、ヴァフタングのカルトリ王位継承に伴い、コンスタンティネ1世がムフラニ公の地位を譲り受けた。コンスタンティネ1世はカルトリ王国の封臣となったが、他のジョージアの貴族たちよりも常に上位であり、国王と大臣に次ぐ地位にあった。ムフラニ公国はコンスタンティネ1世の統治において繁栄し、ムフラニ公国の最盛期と見なされている。コンスタンティネ1世は1667年に死去し、ムツヘタのスヴェティツホヴェリ大聖堂に埋葬された。ムフラニ公の地位は、コンスタンティネ1世の息子テイムラズが後を継いだ。

## 家族
コンスタンティネ1世はイメレティ王国東部の有力貴族グアナ・アバシゼの娘ダレジャン・アバシゼと結婚した。2人の間には、次の子供が生まれた。
- テイムラズ - ムフラニ公。
- パプナ - ムフラニ公。
- エレクレ - ムフラニ公。
- ダヴィト（wikidata） - 近衛隊長。
- クリステポレ（wikidata） - 大主教。
- タティア（wikidata） - イメレティ王バグラト5世（フランス語版）と結婚。
- タマル（グルジア語版） - サメグレロ公レヴァン3世ダディアニ （グルジア語版）、イメレティ王バグラト5世（フランス語版）、グリア公ギオルギ3世（グルジア語版）と結婚[3]。

歴史学者キリル・トゥマノフによると、以下もコンスタンティネ1世の子であるとされる。
- アショタン - ムフラニ公カイホスロの子とされる。

## 文献
- Gelashvili, Nana (2012). “Iranian–Georgian Relations during the Reign of Rostom (1633–58)”. In Floor, Willem; Herzig, Edmund (eds.). Iran and the World in the Safavid Age (英語). London: I.B. Tauris. ISBN 978-1850439301.
- Metreveli, Roin (2003). ბაგრატიონები. სამეცნიერო და კულტურული მემკვიდრეობა [Scientific and Cultural Heritage of the Bagrationis] (グルジア語). Tbilisi: Neostudia. ISBN 99928-0-623-0.
- Toumanoff, Cyrille (1990). Les dynasties de la Caucasie Chrétienne: de l'Antiquité jusqu'au XIXe siècle: tables généalogiques et chronologique [Dynasties of Christian Caucasia from Antiquity to the 19th century: genealogical and chronological tables] (フランス語). Rome.{{cite book2}}:  CS1メンテナンス: publisherのないlocation (カテゴリ)
- Assatiani, Nodar; Bendianachvili, Alexandre (1998). Histoire de la Géorgie (フランス語). Paris: Éd. l'Harmattan.